# Upper House

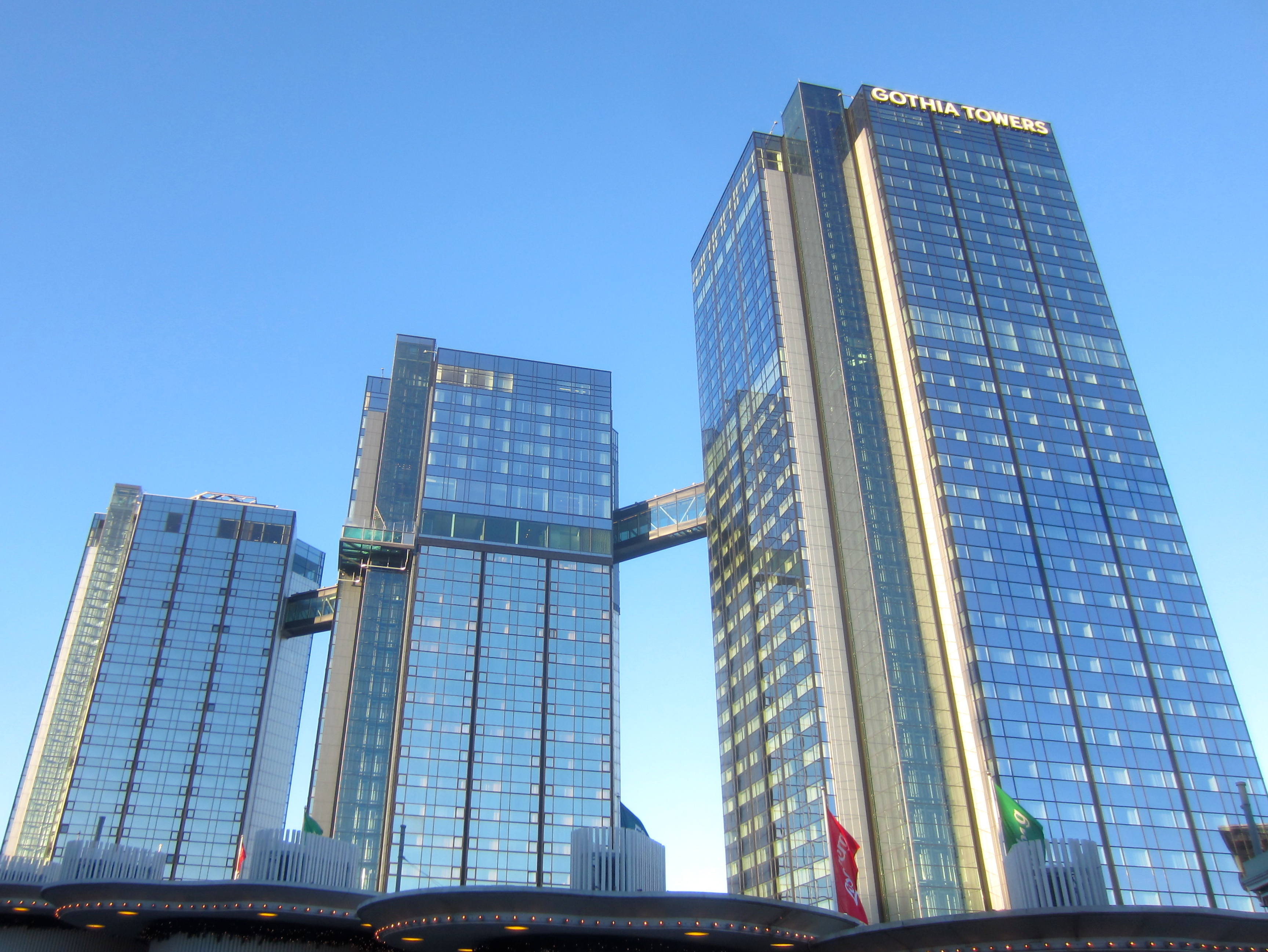
Upper House är inrymt på 25:e våningen i Gothia Towers mittorn.

Upper House är ett femstjärnigt lyxhotell på 25:e våningen i Hotel Gothia Towers i stadsdelen Heden i Göteborg.
Upper House Dining öppnade hösten 2013 och tilldelades i februari 2016 en stjärna i Michelinguiden. Den utsågs till "Årets serviceupplevelse" av White Guide i mars 2014. Köksmästare sedan november 2019 är Ola Wallin.
Restaurangen har två matsalar sedan 2018 varav Upper House Fine Dining samt Upper House Casual Dining. Tidigare Köksmästare Gabriel Melim lämnade köket hösten 2019 och därav stängde Fine Dining delen  som hade en stjärna i Guide Michelin. Tillsvidare utökas konceptet Casual Dining. Fine Dining delen är Upper House första samt hela restaurangens koncept fram till 2018.